# كأس ملك إسبانيا 2000–01
كأس ملك إسبانيا 2000–01 (بالإسبانية: Copa del Rey de fútbol 2000-01)‏ هو الموسم 97 من كأس ملك إسبانيا. أقيم بتاريخ 30 أغسطس 2000، وأشرف على تنظيمه الاتحاد الملكي الإسباني لكرة القدم، وكان عدد الأندية المشاركة فيه 80، وفاز فيه ريال سرقسطة.